# AutoCAD Civil 3D
AutoCAD Civil 3D este un software CAD produs de Autodesk pentru AutoCAD. Este un program  de bază pentru planificarea, proiectarea și gestionarea infrastructurii, dezvoltare și proiecte de inginerie civilă, cum ar fi:
- Drumuri, căi de comunicație și piețe
- Analiza terenului și design (de exemplu, site-ul de dezvoltare de construcții, peisagistică, design open space, drenaj, canale, bazine, baraje, diguri, terasamente, dezvoltare hidrotehnică, construirea de porturi, depozite de deșeuri etc)
- Alocarea terenurilor și compartimentare
- Lucrări d instalații
- Diverse studii